# Louis C. de Baca
Louis Cabeza de Baca (* 29. Dezember 1894; † 29. März 1969) war ein US-amerikanischer Politiker. Zwischen 1935 und 1937 war er Vizegouverneur des Bundesstaates New Mexico.
Über Louis de Baca gibt es kaum verwertbare Quellen. Mit großer Wahrscheinlichkeit entstammte er der in New Mexico bekannten De-Baca-Familie, der auch Gouverneur Ezequiel Cabeza de Baca angehörte. Gesichert ist, dass er mindestens zeitweise in New Mexico lebte und der Demokratischen Partei angehörte. 1934 wurde er zum Vizegouverneur von New Mexico gewählt. Dieses Amt bekleidete er zwischen dem 1. Januar 1935 und dem 1. Januar 1937. Dabei war er Stellvertreter von Gouverneur Clyde Tingley und Vorsitzender des Staatssenats. Nach seiner Zeit als Vizegouverneur verliert sich seine Spur wieder.